# مجموعه سمیران
مجموعه سمیران مربوط به دوران‌های تاریخی پس از اسلام است و در شهرستان قزوین، روستای بهرام آباد واقع شده و این اثر در تاریخ ۱۴ فروردین ۱۳۷۸ با شمارهٔ ثبت ۲۳۰۸ به‌عنوان یکی از آثار ملی ایران به ثبت رسیده است.